# Нову-Гама
Нову-Гама (порт. Novo Gama) — муниципалитет в Бразилии, входит в штат Гояс. Составная часть мезорегиона Восток штата Гойяс. Входит в экономико-статистический микрорегион Энторну-ду-Дистриту-Федерал. Население составляет 96 442 человека на 2006 год. Занимает площадь 191,675 км². Плотность населения — 503,2 чел./км².

## Статистика
- Валовой внутренний продукт на 2003 год составляет 161 413 610,00 реалов (данные: Бразильский институт географии и статистики).
- Валовой внутренний продукт на душу населения на 2003 год составляет 1869,86 реалов (данные: Бразильский институт географии и статистики).
- Индекс развития человеческого потенциала на 2000 год составляет 0,742 (данные: Программа развития ООН).